# Drew Busby
Andrew Douglas „Drew“ Busby (* 8. Dezember 1947 in Glasgow; † 1. Juli 2022) war ein schottischer Fußballspieler und -trainer.

## Sportlicher Werdegang
Busby entstammte der Jugend von Dumbarton United, sein Debüt im Erwachsenenbereich feierte er bei Third Lanark. Am Ende seiner Debütsaison meldete sich der von finanziellen Problemen geplagte Klub im Sommer 1967 vom Spielbetrieb ab. Nach einem Kurzaufenthalt bei Partick Thistle lief er mehrere Jahre für die Reservemannschaft des FC Vale of Leven auf.
1970 wechselte Busby zum Airdrieonians FC, wo er zum regelmäßigen Torschützen avancierte. 1973 wechselte er daraufhin zu Heart of Midlothian, wo er unter dem Trainer Bobby Seith und dessen Nachfolgern John Hagart sowie Willie Ormond reüssierte. Dabei erreichte er mit dem Klub in der Spielzeit 1975/76 das Endspiel um den Scottish FA Cup, das trotz eines Treffers von Graham Shaw mit 1:3 gegen die Glasgow Rangers verloren ging. 1979 zog es ihn zu den Toronto Blizzard in die North American Soccer League, während der Winterpause kehrte er jedoch als Leihspieler des englischen Klubs AFC Barrow zeitweise nach Europa zurück. 1980 kam er endgültig wieder nach Schottland, wo er sich Greenock Morton anschloss.
Ab 1982 ließ Busby als Spielertrainer des mittlerweile nur noch unterklassig antretenden Traditionsvereins Queen of the South seine Karriere ausklingen.